# غريغوري وارشافشك
غريغوري وارشافشك (2 أبريل 1896 - 27 يوليو 1972) مهندس معماري يهودي برازيلي.
ولد وارشافشك في أوديسا أوكرانيا التي كانت آنذاك جزءًا من الإمبراطورية الروسية. بدأ دراساته المعمارية في جامعة أوديسا وانتقل إلى روما في عام 1918 للدراسة في المعهد العالي للفنون الجميلة. تخرج في عام 1920 وعمل مساعدًا للمهندس المعماري مارسيلو بياسينتيني (1881-1960)، الذي عُرف لاحقًا بأنه الداعم الرئيسي للهندسة المعمارية الفاشية في إيطاليا.
وصل وارشافشك إلى البرازيل عام 1923. تزوج من مينا كلابين في عام 1927 ابنة رجل صناعي بارز في ساو باولو، وأصبح برازيليًا متجنسًا. يعتبر منزله في ساو باولو كاسا دا روا سانتا كروز الذي بني بين عامي 1927 و1928، أول سكن حديث في البرازيل. قام بتصميم متحف لازار سيغال في ساو باولو الذي تم افتتاحه في عام 1967. في عام 1930 أنشأ هو ولوسيو كوستا استوديوًا مشتركًا للهندسة المعمارية في ريو دي جانيرو، وكان أحد المصممين في الاستوديو بين عامي 1932 و1936 هو طالب الهندسة المعمارية الشاب في ذلك الوقت أوسكار نيماير.
توفي وارشافشك في ساو باولو عام 1972.

## أعماله
- 1927: كاسا دا روا سانتا كروز، ساو باولو.
- 1930: كاسا مودرنستا، روا إيتابوليس، ساو باولو.
- -: كازا موديرنستا، روا باهيا، ساو باولو.
- 1931: كاسا مودرنستا دو ريو، ريو دي جانيرو.
- 1932: كاسا لازار سيغال، الآن متحف لازار سيغال.
- 1933: ريزيدانسيا دوارتي كويلو، ريو دي جانيرو.
- -: قرية جامبوا العمالية، ريو دي جانيرو.[3]